# سیاه خانی (آبدانان)
سیاه خانی (آبدانان)، روستایی از توابع بخش مرکزی شهرستان آبدانان در استان ایلام ایران است.

## جمعیت
این روستا در دهستان ماسبی قرار دارد و براساس سرشماری مرکز آمار ایران در سال ۱۳۸۵، جمعیت آن ۱۲۱ نفر (۲۷خانوار) بوده‌است.